# 宣公 (秦)
宣公（せんこう、？ - 紀元前664年）は、秦の第7代公。徳公の長子。

## 生涯
徳公2年（前676年）、徳公が薨去したため、後を継いで秦公となった。
宣公4年（前672年）、密畤（みつじ）を作った。この年、秦は晋と河陽で戦い、勝利した。
宣公12年（前664年）、薨去。弟の成公が立って秦公となった。

## 参考資料
- 『史記』（秦本紀第五）